# Llista d'escriptors i d'historiadors de l'antiguitat

## Antiga Grècia
Escriptors
- Aceratos
- Acusilau d'Argos
- Adeu de Macedònia
- Agatílios d'Arcàdia
- Agesianax
- Agresfon
- Agàclitos
- Antileon
- Aristòfanes
- Eurípides
- Sòfocles

Historiadors
- Abidè
- Acesandre
- Acestodor
- Agatòstenes
- Agroetes
- Homer
- Tucídides
- Acestòrides (escriptor)

## Antiga Roma
- Aggenus Úrbicus
- Agroecius
- Albinus (escriptor)
- Alcidames
- C. Pedo Albinòvanus
- Akhmet
- Aquil·les Tatius
- Ovidi
- Sèneca
- Virgili
- Vitruvi
- M. Actorius Naso
- Sextus Julius Africanus
- Paconius Agrippinus